# Nová Ves (Strakonicei járás)
Nová Ves falu és önkormányzat (obec) Csehország Dél-csehországi kerületének Strakonicei járásában. Területe 8,52 km², lakosainak száma 71 (2008. 12. 31). A falu Strakonicétől mintegy 15 km-re délnyugatra, České Budějovicétől 59 km-re északnyugatra, és Prágától 112 km-re délnyugatra fekszik.
A település első írásos említése 1549-ből származik.

## Az önkormányzathoz tartozó települések
- Nová Ves
- Lhota pod Kůstrým
- Víska

## Népesség
A település népessége az elmúlt években az alábbi módon változott:
| Lakosok száma | 644  | 699  | 624  | 379  | 160  | 86   | 97   | 93   | 86   | 91   |
|               | 1869 | 1890 | 1921 | 1950 | 1980 | 2001 | 2017 | 2019 | 2022 | 2024 |